# Hong Kong ai Giochi della XX Olimpiade
Hong Kong partecipò ai Giochi della XX Olimpiade che si sono svolti a Monaco di Baviera dal 26 agosto all'11 settembre 1972, con una delegazione di dieci atleti impegnati in cinque discipline per un totale di tredici competizioni. Portabandiera fu il tiratore Peter Rull, alla sua quarta Olimpiade. Fu la sesta partecipazione di questo paese ai Giochi. Non fu conquistata nessuna medaglia.